# Бассири, Мухаммад
Мухаммад Сиди Брахим Сиди Эмбарек Басир (араб. محمد سيدي إبراهيم سيدي مبارك بصير‎; 1942 или 1944 — исчез 18 июня 1970) — деятель сахаравидского национально-освободительного движения и журналист, «пропавший без вести» и предположительно казнённый Испанским легионом в июне 1970 года.

## Биография
Мухаммад Бассири родился в семье сахарави в Тан-Тане, которая была передана Марокко после договора Ангра-де-Синтра в 1958 году (ранее часть Мыса Хуби в испанском протекторате в Марокко; в настоящее время Южное Марокко). Полоса Тарфая, в которую входил родной город Бассири, была во франко-испанском договоре 1912 года отнесена к Марокко, хотя последнее, как постановил Международный суд в 1975 году, никогда не имело ни суверенитета, ни территориальных прав, ни фактического контроля над ней. Уступка этой земли Марокко в 1958 году, вызвавшая столкновение между сахаравидскими партизанами и марокканскими войсками в Тан-Тане, сахарскими националистами интерпретируется как отсечение их исторической территории.
В 1957 году Мухаммад перебрался из Тан-Тана в получившее независимость Марокко, чтобы поступить в школу в Марракеше, а затем приступил к изучению Корана и арабского языка в Каире (Египет) и журналистики в Дамаске (Сирия), где он познакомился идеологией панарабизма. Вернувшись в Марокко в 1966 году, он основал националистическую газету «Факел» («Аль-Шихаб»). Он также работал журналистом в Касабланке.
В марте 1968 года ему разрешили въезд в Испанскую Сахару (он уже пытался въехать в декабре 1967 года, но был задержан и выслан). Из-за закрытия газеты марокканскими властями в конце 1967 года он решил поселиться в городе Смара как учитель Корана. Именно там он начал организовывать антиколониальное Движение освобождения Сегиет-эль-Хамра и Вади-эд-Дахаб (по-арабски Харакат Тахрир), призывающее к прекращению испанской оккупации Западной Сахары. Бассири подчеркивал ненасильственные методы борьбы (под влиянием опыта Ганди в колонизированной Индии) и хотел добиться перемен и независимости посредством демократических процессов и переговоров, хотя жестокое господство испанских колониалистов при диктаторе Франсиско Франко вынуждало Харакат Тахрир действовать подпольно.

## Исчезновение
17 июня 1970 года организация открыто выступила в мирной демонстрации (бросавшей вызов официальной франкистской демонстрации, организованной генерал-губернатором и призванной продемонстрировать миру предполагаемую поддержку сахарцами испанского режима и отказ от участия ООН) против испанского колониального владычества, требуя автономии (в качестве первого шага к независимости) и самоопределения в районе Эль-Аюна Земла. Мухаммад Бассири вручили испанскому генерал-губернатору колонии, генералу Хосе Мария Пересу де Лема-и-Тьеро, петицию с требованием автономии. Обострялась напряжённость между растущей массой западносахарских протестующих и испанскими солдатами-резервистами, которых забросали камнями после задержания 3 выступавших на манифестации, и в 17:30 силовики открыли огонь по демонстрации. Беспорядки продолжались ещё полтора часа, пока войска Испанского легиона жестоко не подавили остатки протеста. Эти события стали известны как интифада Земла.
Бассири, покинувший Землу до того, как вспыхнуло насилие, был проинформирован о событиях. Ему предлагали бежать в Мавританию на машине, но он отказался. По словам Салема Лебсера, он ответил: «Никто не может сказать, что я авантюрист, который повёл людей на смерть, а затем исчез. Однажды мне уже доводилось бежать из Марокко, где я чувствовал себя чужим. Но я бы не бежал со своей земли». Той ночью Бассири выследили, задержали около 03:00 ночи 18 июня и заключили в тюрьму в штаб-квартире территориальной полиции Эль-Аюна. Он дал показания испанским военным властям 19 июня после пыток. Фотография из тюрьмы «Хабс Шаргуи» является последним известным его снимком. Позже он якобы был переведен в «Сиди Буя» — штаб-квартиру испанского легиона в Эль-Аюне.
Согласно показаниям, данным тремя разными людьми тогдашнему апостольскому префекту испанской Сахары Феликсу Эрвити Барселоне, Бассири был казнён патрулем Испанского легиона в дюнах, окружающих Эль-Аюн, в ночь на 29 июля 1970 года, хотя тогдашние испанские власти утверждали, что он был выслан с их территории в Марокко, а затем безосновательно заявляли, что Бассири нелегально проник в Испанскую Сахару из Алжира в сентябре 1970 года. Испанская колониальная администрация даже заявляла в 1971 году, что Бассири погиб во время государственного переворота в Схирате против Хасана II.
Современные западносахарские националисты, такие как Фронт ПОЛИСАРИО, почитают его как отца современной борьбы за независимость их народа, а также как национального мученика за свободу, первого в ряду сахарских «исчезнувших без вести».